# Premio Estatal de la Federación de Rusia
El Premio Estatal de la Federación de Rusia (en ruso: Государственная премия Российской Федерации, Gosudárstvennaya prémiya Rossiskoi Federatsi) es la distinción más importante de la Federación de Rusia otorgada a ciudadanos de Rusia por su destacada contribución en los campos de la ciencia y la tecnología, la literatura y el arte, o de acción humanitaria. Fue establecido en 1992 en sustitución del Premio Estatal de la URSS y restructurado en 2004. 
Es entregado anualmente por el presidente de Rusia en una solemne ceremonia celebrada en el Salón de San Jorge del Gran Palacio del Kremlin de Moscú. El premio consta de un diploma, una insignia y una dotación económica de 5 millones de rublos (aproximadamente 125.000 €).

## Insignia
La insignia del Premio Estatal es una medalla diseñada por el artista Yevgueni Ujnaliov. Su diseño actual, adoptado en 2005, está basado en el escudo de armas de Rusia. Representa un águila bicéfala dorada con un cetro y un orbe en cada una de sus garras, y en el centro un escudo rojo que muestra un jinete que escenifica a San Jorge con el dragón. El águila está coronada por dos coronas imperiales pequeñas y una grande, unidas las tres por medio de una cinta. El emblema está rodeado de una corona ovalada hecha con dos ramas, de laurel y de palma, atadas con una cinta dorada.